# Phragmidium subsimile
Phragmidium subsimile är en svampart som beskrevs av G. Cunn. 1924. Phragmidium subsimile ingår i släktet Phragmidium och familjen Phragmidiaceae.   Inga underarter finns listade i Catalogue of Life.